# Ram Mukherjee
Ram Mukherjee (* 1933; † 22. Oktober 2017 in Mumbai) war ein indischer Filmregisseur, Produzent und Drehbuchautor im Hindi- und bengalischen Kino.

## Leben und Familie
Sein Vater Ravidramohan Mukherjee war der Stiefbruder des Filmproduzenten Sashadhar Mukerji.
Ram Mukherjee war verheiratet mit Krishna Mukherjee. Seine Tochter ist die Schauspielerin Rani Mukerji.
Er ist einer der Gründer der Filmalaya-Studios in Mumbai. Am bekanntesten ist er für seine Filme Hum Hindustani mit Sunil Dutt, Joy Mukherjee und Asha Parekh und Leader mit Dilip Kumar und Vyjayanthimala.
Mukherjee starb am 22. Oktober 2017 nach langer Krankheit im Alter von 84 Jahren im Breach Candy Hospital in Mumbai.